# Lamarosa
Lamarosa é uma povoação portuguesa do Município de Coimbra que foi sede da extinta Freguesia de Lamarosa, freguesia que tinha 16,28 km² de área e 2 069 habitantes (2011), e, por isso, uma densidade populacional de 127,1 hab/km².
A Freguesia de Lamarosa foi extinta, em 2013, no âmbito de uma reforma administrativa nacional, tendo sido agregada à Freguesia de São Martinho de Árvore para formar uma nova freguesia, denominada União das Freguesias de São Martinho de Árvore e Lamarosa, da qual é a sede.
Antigamente, chamada Santo Varão da Lamarosa, fez parte do concelho de Tentúgal, até à extinção deste, em 31 de Dezembro de 1853, passando, a partir daí, para o concelho (atual município) de Coimbra.

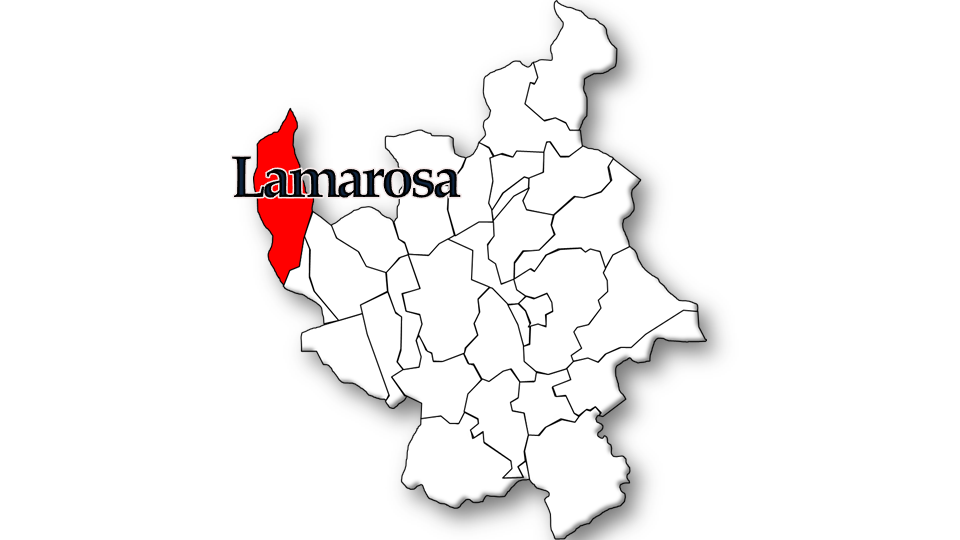
Localização no Município de Coimbra

## População

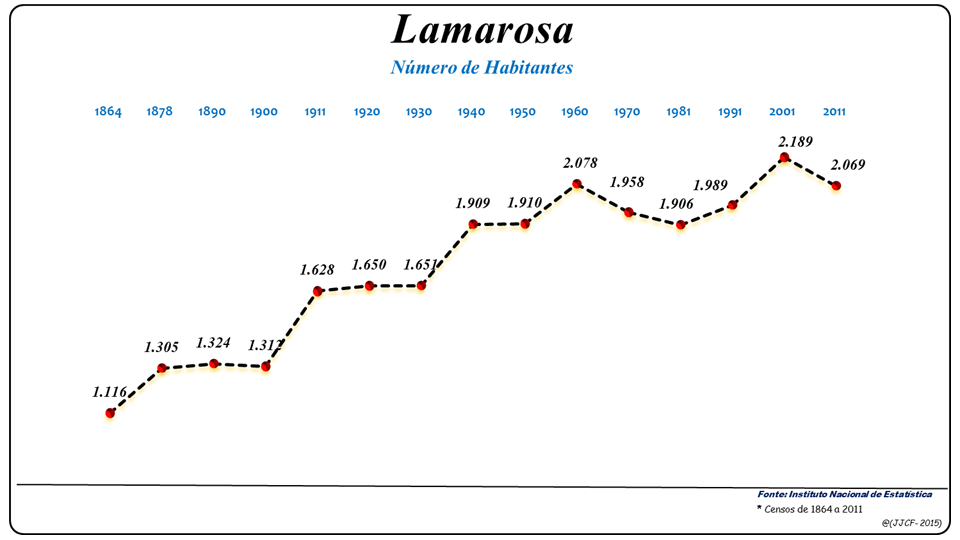
Evolução da População (1864 / 2011)

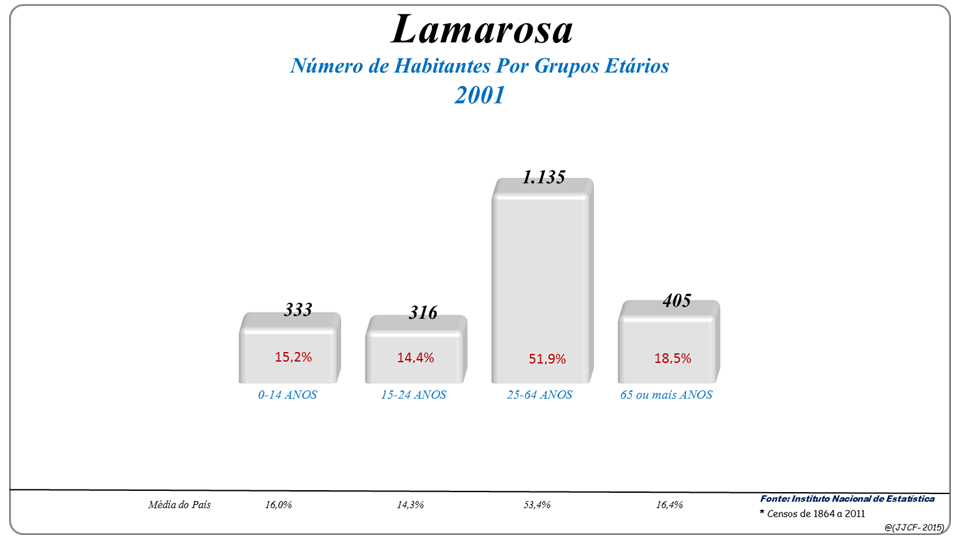
Grupos Etários (2001 e 2011)

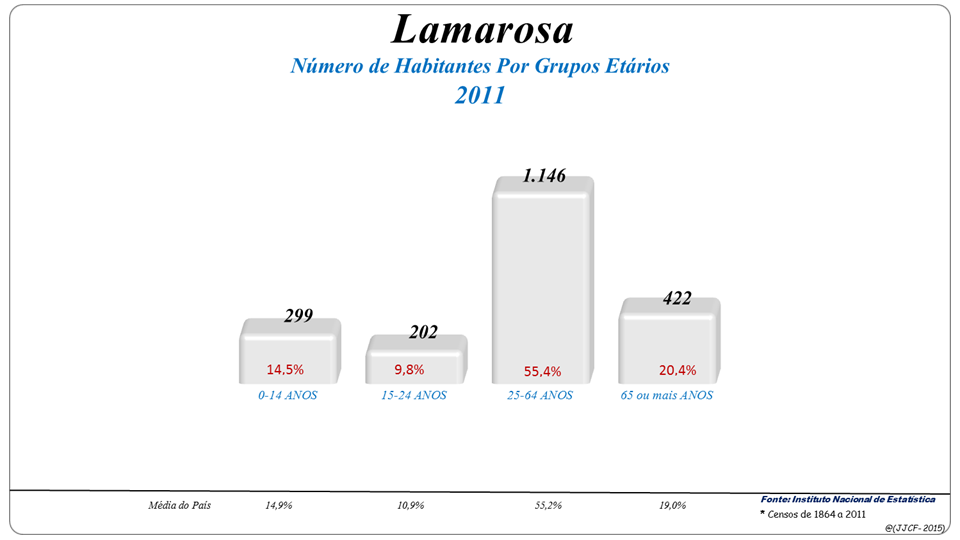
Grupos Etários (2001 e 2011)

| População da freguesia de Lamarosa | População da freguesia de Lamarosa | População da freguesia de Lamarosa | População da freguesia de Lamarosa | População da freguesia de Lamarosa | População da freguesia de Lamarosa | População da freguesia de Lamarosa | População da freguesia de Lamarosa | População da freguesia de Lamarosa | População da freguesia de Lamarosa | População da freguesia de Lamarosa | População da freguesia de Lamarosa | População da freguesia de Lamarosa | População da freguesia de Lamarosa | População da freguesia de Lamarosa |
| ---------------------------------- | ---------------------------------- | ---------------------------------- | ---------------------------------- | ---------------------------------- | ---------------------------------- | ---------------------------------- | ---------------------------------- | ---------------------------------- | ---------------------------------- | ---------------------------------- | ---------------------------------- | ---------------------------------- | ---------------------------------- | ---------------------------------- |
| 1864                               | 1878                               | 1890                               | 1900                               | 1911                               | 1920                               | 1930                               | 1940                               | 1950                               | 1960                               | 1970                               | 1981                               | 1991                               | 2001                               | 2011                               |
| 1 116                              | 1 305                              | 1 324                              | 1 312                              | 1 628                              | 1 650                              | 1 651                              | 1 909                              | 1 910                              | 2 078                              | 1 958                              | 1 906                              | 1 989                              | 2 189                              | 2 069                              |

## Património
- Casa da Lamarosa/capela
- Vestígios arqueológicos
- Capelas de Nossa Senhora do Bom Despacho, do Mártir D. Sebastião, de Santo António, de Nossa Senhora de Fátima e de São João
- Ponte de Lamarosa
- Almas de Andorinho e de Ardezubre
- Cruzeiros de Ardezubre, de Casais de Vera Cruz e de Lamarosa
- Quinta da Ermida Azul
- Plátano secular